# Zilgrei
Zilgrei ist eine Methode der Komplementärmedizin. Zilgrei kombiniert bestimmte Körperhaltungen bzw. -bewegungen des Kopfes, Rumpfes oder der Extremitäten mit einer speziellen Atemtechnik, der sogenannten Zilgreiatmung.  Diese Technik soll die Entspannung des Körpers und den Ausgleich der Muskeln fördern und dadurch Schmerzzustände beseitigen oder zumindest lindern. Wie bei ähnlichen alternativen Verfahren wie Atemtherapie und Shiatsu werden Stress und zivilisatorische Fehlbelastungen des Skeletts in den Vordergrund der pathogenetischen Theorie gestellt.
Der Name setzt sich aus den Anfangsbuchstaben der Nachnamen der Gründer dieser Methode zusammen: Hans Greissing (* 1925 in Stuttgart; † 2002) und Adriana Zillo (* 1933 in Este), die um 1978 Patientin des in Mailand praktizierenden Chiropraktikers war. Die Methode wird seit Anfang der 1980er Jahre in Deutschland, in Italien und in der Schweiz kommerziell propagiert.
Zilgrei dient primär der Selbstbehandlung. Von Zilgrei International zertifizierte „Zilgrei-Lehrer“ bieten ihre Methode gegen Schmerzen bei Rheuma, Arthrose, Rücken-, Nacken- und Schulterschmerzen, Migräne, Schlaflosigkeit, Stressbelastung, Verdauungsbeschwerden, Durchblutungsstörungen und vielen anderen Beschwerden an.
Die therapeutische Wirkung der Zilgrei-Technik konnte wissenschaftlich bisher nicht eindeutig belegt werden. In Deutschland ist die Kostenerstattung durch die gesetzliche Krankenversicherung lt. Buchst. a) Nr. 10 des Anhangs der Heilmittelrichtlinien ausgeschlossen.